# Attitude and Heading Reference System

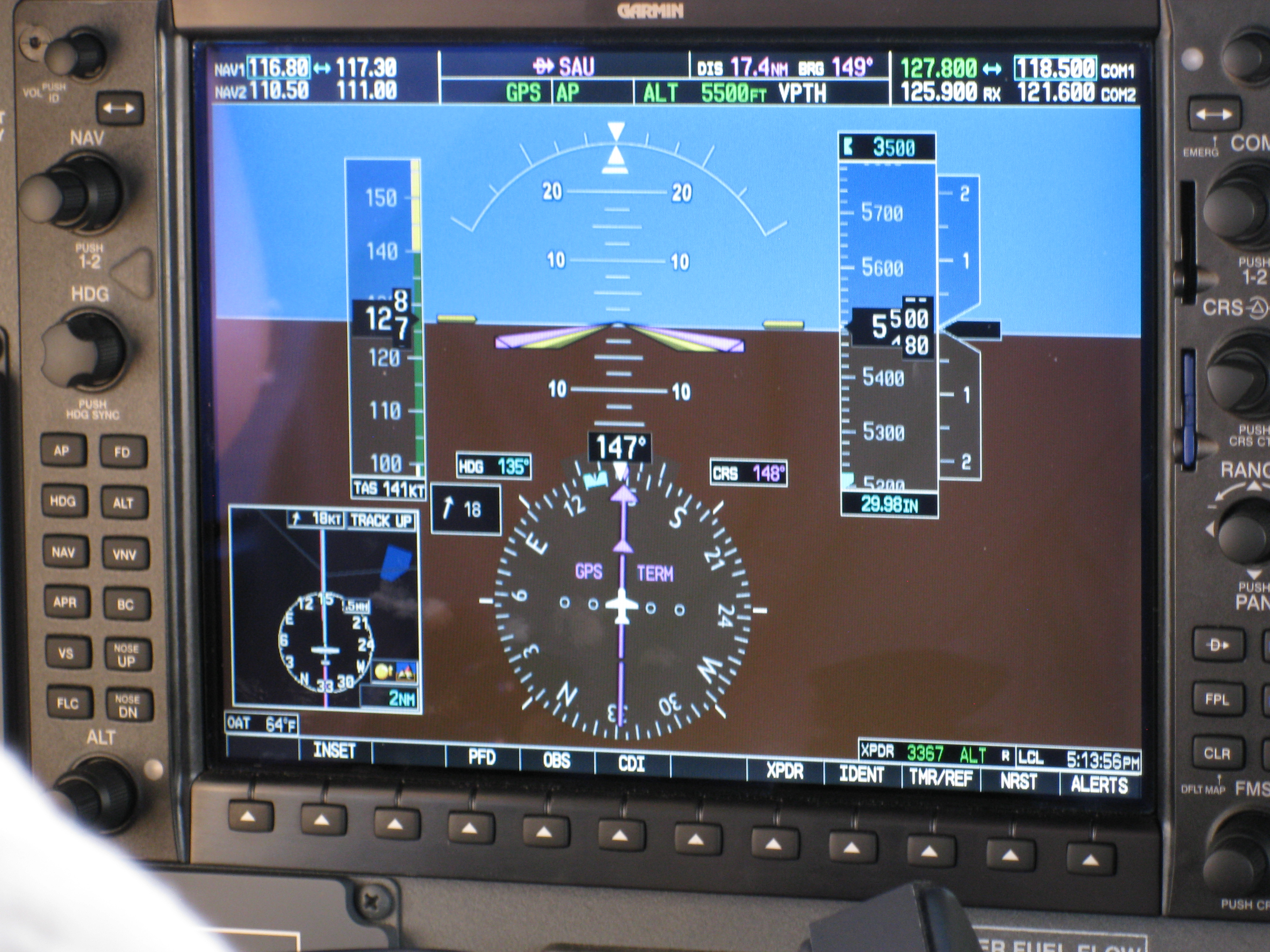
PFD Garmin 1000.

Un AHRS (Attitude and Heading Reference System) est un ensemble de capteurs sur 3 axes permettant de définir la position angulaire d'un avion dans l'espace grâce aux accélérations et aux champs magnétiques qu'ils subissent.
Ce système vient en remplacement des systèmes traditionnels à base de gyroscopes. Il est plus fiable et plus précis[réf. nécessaire]. Il est constitué par un ensemble de MEMS (gyromètres, accéléromètres, magnétomètres). Ce sont des dispositifs utilisant des vibrations dont les variations permettent de mesurer des changements de direction. L'accélération de la gravité permet de donner une référence verticale initiale mais également en vol.
Un calculateur permet de déduire assiette et cap ainsi que corriger les erreurs par différentes techniques.
Des entrées externes telles que des données sur la vitesse peuvent être utilisées pour en améliorer encore la précision.
Un système typique va comprendre :
- 3 accéléromètres pour les accélérations longitudinales,
- 3 gyromètres pour les accélérations angulaires,
- une vanne de flux triaxe pour les références de cap.

Les AHRS sont intégrés avec les EFIS (Electronic Flight Instrument System) comme c'est le cas pour le Garmin G1000. De la taille d'une pièce de monnaie, ayant considérablement évolué et bénéficié de l'industrie automobile, ils sont maintenant accessibles à l'aviation légère.